# Championnat de France de futsal 2009-2010
Navigation
2008-2009 2010-2011
Le Championnat de France de futsal 2009-2010 est la première édition du Championnat de France de futsal. Il prend la suite du Challenge national ayant eu lieu durant deux saisons.
Les 24 meilleures équipes de l'édition précédente sont conservées pour former les deux poules de douze. Le Kremlin-Bicêtre United remporte son premier titre de champion de France, face Sporting Paris qui s'incline une seconde fois consécutive en finale.

## Organisation

### Création du championnat de France
En mars 2009, à l'occasion de l'assemblée générale de la Ligue du Football Amateur, la création du le championnat de France de futsal est officialisé pour la saison suivante, 2009-2010.
Les participants, au nombre de 24 équipes, sont issus du Challenge national 2008-2009 et réparties en deux groupes de douze.

### Clubs participants
Les quatre premiers de chacune des six poule du Challenge national 2008-2009 constitue la première promotion du Championnat de France. Cela dans la limite de trois représentants par Ligue régionale de football.
La Ligue de Paris-Île-de-France de football comprend pourtant cinq clubs, dont quatre vainqueurs de leur poule la saison précédente. En effet, le KB United, deuxième, prend tout de même part au nouveau Championnat.
| Poule A                                                                                 | Poule B                                                                            | Poule C                                                                        | Poule D                                                                   | Poule E                                                                                          | Poule F                                                                |
| --------------------------------------------------------------------------------------- | ---------------------------------------------------------------------------------- | ------------------------------------------------------------------------------ | ------------------------------------------------------------------------- | ------------------------------------------------------------------------------------------------ | ---------------------------------------------------------------------- |
| 1. ASC gargeoise 2. US Créteil 3. Roubaix Futsal 4. FC Erdre-Atlantique 5. MJC Pfastatt | 1. Paris Métropole 2. Faches-Thumesnil 3. Étoile lavalloise FC 4. Strasbourg ASMCU | 1. Vision Nova Arcueil 2. Beuvrages Futsal 3. Lille Petit terrain 4. Colmar CE | 1. Cannes Bocca 2. Lyon FC 3. Balaruc AS 4. US Cenon RD 5. JS 31 Toulouse | 1. FC Fellow Nice 2. Lyon moulin à vent 3. AJAMS Port-de-Bouc 4. Bruguières SC 5. Marseillan MJC | 1. Sporting Paris 2. Kremlin-Bicêtre Utd 3. AS Charréard 4. ASL Clénay |

### Format et règlement
Le Championnat se déroule en 22 journées (match aller-retour). Les matches se jouent obligatoirement les samedis à 16h00 selon un calendrier proposé par la Ligue de football amateur. Au terme de la phase régulière, les deux premiers de chaque poule participent avec une phase de play-offs, pour déterminer le champion de France qualifié en Coupe de futsal de l'UEFA 2010-2011,. Les trois derniers de chaque poule sont relégués en championnat régional.
Les équipes participant au Championnat de France doivent nécessairement s'engager en Coupe nationale et avoir une équipe réserve sur toute la saison. Les équipes peuvent aligner jusqu'à six joueurs possédant un double licence FFF (football-futsal) ainsi que six joueurs mutés d'un autre club.
La convocation d'au moins un joueur en Équipe de France de futsal FIFA justifie le report d'une rencontre.

## Phase de poule

### Poule A
Le Sporting Paris se qualifie pour sa seconde finale consécutive.
| Rang | Équipe                  | Pts | J  | G  | N | P  | Bp  | Bc  | Diff |
| ---- | ----------------------- | --- | -- | -- | - | -- | --- | --- | ---- |
| 1    | Sporting Paris C        | 79  | 22 | 19 | 0 | 3  | 210 | 70  | +140 |
| 2    | ASC gargeoise -2 pts    | 70  | 22 | 17 | 0 | 5  | 127 | 91  | +36  |
| 3    | Roubaix Futsal          | 68  | 22 | 15 | 1 | 6  | 115 | 88  | +27  |
| 4    | FC Erdre-Atlantique     | 62  | 22 | 13 | 1 | 8  | 103 | 93  | +10  |
| 5    | Vision Nova Arcueil     | 58  | 22 | 12 | 0 | 10 | 107 | 84  | +23  |
| 6    | Colmar Collectif Europe | 57  | 22 | 11 | 2 | 9  | 133 | 106 | +27  |
| 7    | AJM Faches-Thumesnil    | 55  | 22 | 10 | 3 | 9  | 116 | 92  | +24  |
| 8    | Paris Métropole T       | 49  | 22 | 8  | 3 | 11 | 79  | 108 | -29  |
| 9    | MJC Pfastatt            | 47  | 22 | 8  | 2 | 12 | 72  | 110 | -38  |
| 10   | Beuvrages Futsal        | 41  | 22 | 6  | 2 | 14 | 92  | 134 | -42  |
| 11   | Strasbourg ASMCU        | 28  | 22 | 2  | 1 | 19 | 73  | 154 | -81  |
| 12   | Étoile lavalloise FC    | 26  | 22 | 1  | 2 | 19 | 95  | 192 | -97  |

Qualification
- Qualification pour la finale
- Relégation en ligue régionale

Points
- G : 4 points
- N : 2 points
- P : 1 point

### Poule B
Le Kremlin-Bicêtre United, malgré un match perdu par forfait, se qualifie pour sa première finale.
| Rang | Équipe                   | Pts | J  | G  | N | P  | Bp  | Bc  | Diff |
| ---- | ------------------------ | --- | -- | -- | - | -- | --- | --- | ---- |
| 1    | Kremlin-Bicêtre United F | 82  | 22 | 20 | 1 | 0  | 168 | 93  | +75  |
| 2    | Cannes Bocca             | 67  | 22 | 14 | 3 | 5  | 145 | 92  | +53  |
| 3    | Bruguières SC            | 65  | 22 | 14 | 1 | 7  | 118 | 79  | +39  |
| 4    | Lyon FC                  | 55  | 22 | 10 | 3 | 9  | 150 | 128 | +22  |
| 5    | ASL Clénay               | 54  | 22 | 9  | 5 | 8  | 134 | 121 | +13  |
| 6    | Lyon moulin à vent       | 51  | 22 | 9  | 2 | 11 | 125 | 104 | +21  |
| 7    | FC Fellow Nice           | 50  | 22 | 9  | 1 | 12 | 138 | 171 | -33  |
| 8    | AS Charréard             | 48  | 22 | 8  | 2 | 12 | 115 | 127 | -12  |
| 9    | Toulouse UJS 31          | 48  | 22 | 9  | 1 | 12 | 99  | 115 | -16  |
| 10   | AJAMS Port-de-Bouc       | 43  | 22 | 6  | 3 | 13 | 141 | 175 | -34  |
| 11   | Marseillan MJC           | 41  | 22 | 5  | 4 | 13 | 113 | 160 | -47  |
| 12   | Balaruc AS               | 32  | 22 | 2  | 4 | 16 | 89  | 170 | -81  |

Qualification
- Qualification pour la finale
- Relégation en ligue régionale

Points
- G : 4 points
- N : 2 points
- P : 1 point
- Forfait : 0 point

## Phase finale

### Tableau
|  | Demi-finales             | Demi-finales             |                |   | Finale         | Finale         |
|  | Demi-finales             | Demi-finales             |                |   | Finale         | Finale         |
|  |                          |                          |                |   |                |                |
|  | Halle Georges Carpentier | Halle Georges Carpentier |                |   | Stade Charléty | Stade Charléty |
|  | Halle Georges Carpentier | Halle Georges Carpentier |                |   | Stade Charléty | Stade Charléty |
|  | A1 - Sporting Paris      | 7                        |                |   | Stade Charléty | Stade Charléty |
|  | A1 - Sporting Paris      | 7                        |                |   | Stade Charléty | Stade Charléty |
|  | B2 - Cannes Bocca        | 3                        |                |   | Stade Charléty | Stade Charléty |
|  | B2 - Cannes Bocca        | 3                        | Sporting Paris | 3 |                |                |
|  | Gymnase Jacques Ducasse  |                          | Sporting Paris | 3 |                |                |
|  |                          | Kremlin-Bicêtre          | 3              |   |                |                |
|  | A2 - Garges Djibson      | Kremlin-Bicêtre          | 3              | 4 |                |                |
|  | A2 - Garges Djibson      |                          |                | 4 |                |                |
|  | B1 - Kremlin-Bicêtre     | 6                        |                |   |                |                |
|  | B1 - Kremlin-Bicêtre     | 6                        |                |   |                |                |

### Demi-finales
En demi-finales, la logique est respectée avec la qualification des deux premiers de poule pour la finale. Le Sporting Paris (vainqueur de la Coupe de France la semaine précédente et du groupe A) domine Cannes Bocca (2e grp. B) 7-3, tandis que le Kremlin-Bicêtre United (1er grp. B) l'emporte face à l'Garges Djibson (2e grp. A) 6-4.
| Demi-finale 1      | Sporting Club de Paris     | 7 – 3 | Cannes Bocca Futsal | Halle Georges Carpentier, Paris                      |                                                      |
| samedi 15 mai 2010 | Betinho · Glauber · Soares |       | Aouni · Hamedi      | Spectateurs : 400 Arbitrage : MM. Hostains et Tenier | Spectateurs : 400 Arbitrage : MM. Hostains et Tenier |

| Demi-finale 2 | Kremlin-Bicêtre United               | 6 – 4 | ASC Garges Djibson futsal       | Gymnase Jacques Ducasse, Le Kremlin-Bicêtre          |                                                      |
|               | Pezeron · Sainte Claire · Vita Nzaka |       | D. Mendy · Michel · (csc) Tache | Spectateurs : 650 Arbitrage : MM. Bourgois et Nguyen | Spectateurs : 650 Arbitrage : MM. Bourgois et Nguyen |

### Finale
Les joueurs du Kremlin-Bicêtre United qui ouvrent le score mais les Parisiens égalisent, puis leurs adversaires répliquent. Un nouveau but du Sporting remet les deux équipes à égalité avant le retour au vestiaire sur un score de parité (2-2). La seconde période est ouverte,le KBU procède par des contres mais manque d'efficacité. Ces derniers pensent prendre l'avantage psychologique en menant pour la 3ème fois au score, mais le Sporting égalise de nouveau peu de temps après. 3-3 à la fin du temps réglementaire, le titre s'est joué aux tirs au but. Au bout de cette séance, la victoire du KB United clôt le Championnat de France 2009-2010.
| Finale,     | Kremlin-Bicêtre United        | 3 – 3   | Sporting Paris          | Salle Charpy - Stade Charléty, Paris                                |                                                                     |
| 22 mai 2010 | Kourar · Vita · Sainte-Claire | (2 - 2) | Afonso · Diniz · Soares | Spectateurs : 1 200 Vidéo du match Arbitrage : MM. Fritz et Da Cruz | Spectateurs : 1 200 Vidéo du match Arbitrage : MM. Fritz et Da Cruz |
| 22 mai 2010 | Tirs au but 5 - 4             |         |                         | Spectateurs : 1 200 Vidéo du match Arbitrage : MM. Fritz et Da Cruz | Spectateurs : 1 200 Vidéo du match Arbitrage : MM. Fritz et Da Cruz |

## Promotion
À la place d'n système de barrages entre les 22 Ligues régionales de football de France métropolitaine décrit dans un premier temps,  les six promus issus des championnats de Ligue régionale sont choisis parmi les champions (ou deuxièmes si le premier ne peut pas ou refuse de monter) dans des Championnats qui comportent au moins dix équipes à ce niveau. Ces champions sont classés sur la base des résultats acquis face aux cinq autres meilleures équipes de leur compétition régionale. Les six meilleurs champions régionaux prennent part au Championnat de France de futsal 2010-2011.